# Macrotermes gilvus
Macrotermes gilvus — вид термітів.

## Поширення
Вид досить поширений в Південній та Південно-Східній Азії від Індії до В'єтнаму та Філіппін.

## Опис
Робочі терміти та солдати завдовжки до 14-16 мм. Солдати, на відміну від робітників, мають більшу голову та масивніші щелепи.

## Спосіб життя
Будують великі термітники заввишки до 2 м. Збирають мертву деревину та суху рослинність. Фураж пережовують, складають у термітнику та вирощують на ньому плісняві гриби, які є поживою для термітів.